# Список пісень Раїси Кириченко
Список пісень з репертуару Раїси Кириченко. Крім пісень, записаних у студії, до списку включені також пісні, що виконувалися виключно на концертах.
У колонках «Музика» та «Слова» вказано авторів пісні.
У колонках «Альбом» та «Рік» вказано назву альбому, на якому пісня була вперше видана, та рік запису.

## Список пісень
| Назва                                      | Музика                | Слова                   | Альбом                 | Рік  |
| ------------------------------------------ | --------------------- | ----------------------- | ---------------------- | ---- |
| А що мені, мамо                            | Олександр Кушнарьов   | Ганна Світлична         | Цвіте черемшина (1995) |      |
| Бабине літо                                | Леонід Нечипорук      | Вадим Крищенко          | Доля у нас — два крила |      |
| Балада про синів                           | Олексій Чухрай        | Леонід Вернигора        |                        |      |
| Батьківська оселя                          | Ігор Поклад           | Дмитро Луценко          | Кращі пісні            |      |
| Безсмертник                                | Олександр Зуєв        | Микола Сингаївський     | Ой гарна я, гарна      | 1989 |
| Благослови, берегине                       | Олексій Семенов       | Андрій Демиденко        | Цвіте черемшина (1995) |      |
| Будь моєю долею (Я тебе, як мрію, зачарую) | Олександр Кушнарьов   | Дмитро Луценко          | Цвіте черемшина (1995) |      |
| Була собі Марієчка                         | Іван Сльота           | Олександр Матійко       | Ой гарна я, гарна      | 1989 |
| В кінці греблі шумлять верби               | народна               | народні                 | Кращі пісні            |      |
| Вальс Весна                                | ?                     | ?                       |                        |      |
| Вареники                                   | Олексій Семенов       | Вадим Крищенко          | Цвіте черемшина (2000) |      |
| Від весни до літа                          | Леонід Нечипорук      | Вадим Крищенко          | Я — козачка твоя       |      |
| Вітер, вітер коло хати                     | народна               | народні                 | Ой гарна я, гарна      | 1989 |
| Гірка покара                               | Людмила Єрмакова      | Ганна Чубач             | Я — козачка твоя       |      |
| Грицю, Грицю, до роботи                    | народна               | народні                 | Цвіте черемшина (1995) |      |
| Дарую вам пісню                            | ?                     | Петро Власюк            |                        |      |
| Дарьина печаль                             | А. Гребенюк           | Л. Шишкіна              |                        |      |
| Два кольори                                | Олександр Білаш       | Дмитро Павличко         | Кращі пісні            |      |
| Диво всепрощенної любові                   | Олексій Чухрай        | Володимир Назаренко     | Я — козачка твоя       |      |
| Дівочий сон                                | Олексій Чухрай        | Дмитро Луценко          | Дорога спадщина        |      |
| Долі моєї село                             | Олександр Осадчий     | Вадим Крищенко          |                        |      |
| Доля Вкраїни                               | Олексій Чухрай        | Володимир Назаренко     | Я — козачка твоя       |      |
| Доля козака (Козацька доля)                | Микола Свидюк         | Наталія Коломієць       | Моя подруго мила       |      |
| Доля у нас — два крила                     | Олексій Чухрай        | Микола Ляпаненко        | Доля у нас — два крила |      |
| Дорога до матері                           | Олександр Злотник     | Вадим Крищенко          | Цвіте черемшина (2000) |      |
| Дорога спадщина                            | Олександр Зуєв        | Дмитро Луценко          | Ой гарна я, гарна      | 1989 |
| Дощі травневі                              | ?                     | ?                       | Моя подруго мила       |      |
| Дума про землю                             | Володимир Верменич    | Микола Сом              |                        |      |
| Душі криниця                               | Олександр Морозов     | Андрій Демиденко        |                        |      |
| Елегія                                     | Платон Майборода      | Михайло Стельмах        |                        |      |
| Жіноча доля                                | Олександр Морозов     | Андрій Демиденко        | Доля у нас — два крила |      |
| Журавка                                    | Олександр Білаш       | Василь Юхимович         |                        |      |
| Журавлина вірність                         | Олександр Зуєв        | Андрій Демиденко        |                        |      |
| Звучи, рідна мово                          | Олексій Семенов       | Андрій Демиденко        |                        |      |
| Земле моя, земле                           | Євген Кухарець        | Микола Негода           |                        |      |
| Зоре моя вечірняя                          | ?                     | Тарас Шевченко          |                        |      |
| Знову наснилось дитинство (Мамина вишня)   | Анатолій Пашкевич     | Дмитро Луценко          |                        | 1989 |
| Калинове гроно                             | Леонід Нечипорук      | Вадим Крищенко          | Моя подруго мила       |      |
| Кину кужіль на полицю                      | народна               | народні                 |                        |      |
| Коло мої хати зацвіли блавати              | народна               | народні                 |                        |      |
| Королева балу                              | Михайло Катричко      | Т. Гаєвська             | Я — козачка твоя       |      |
| Котилися вози з гори                       | народна               | народні                 |                        |      |
| Кущ осінньої калини                        | Олександр Бурміцький  | Микола Луків            | Я — козачка твоя       |      |
| Ластівка                                   | Валентина Кулик       | Дмитро Луценко          | Я — козачка твоя       |      |
| Летіла зозуля з яру на долину              | народна               | народні                 |                        |      |
| Летіла зозуля та й стала кувати            | народна               | народні                 |                        |      |
| Лишаймося собою                            | Людмила Єрмакова      | Йосип Фиштик            | Моя подруго мила       |      |
| Любов та весна                             | Анатолій Дібров       | Анатолій Дібров         | Кращі пісні            |      |
| Любове ніжна моя                           | Олексій Чухрай        | Микола Ляпаненко        | Моя подруго мила       |      |
| Мамина вишня                               | Анатолій Пашкевич     | Дмитро Луценко          | Ой гарна я, гарна      | 1989 |
| Мамина пісня                               | Олексій Чухрай        | Леонід Вернигора        | Я — козачка твоя       |      |
| Мамині руки                                | Анатолій Пашкевич     | Микола Томенко          |                        |      |
| Маруся Чураївна                            | Валентин Міщенко      | Наталія Хоменко         |                        |      |
| Материнський наказ                         | ?                     | ?                       |                        |      |
| Місяць на небі                             | народна               | народні                 |                        |      |
| Моє село (Сповідаюсь тобі)                 | Михайло Катричко      | Микола Довнич           |                        |      |
| Моєму синові                               | ?                     | ?                       | Моя подруго мила       |      |
| Молодичка                                  | Олексій Чухрай        | Василь Котляр           | Ой гарна я, гарна      | 1989 |
| Моя подруго мила                           | ?                     | ?                       | Моя подруго мила       |      |
| Моя Полтава, пісня лебедина                | ?                     | ?                       |                        |      |
| Моя Україна                                | Микола Свидюк         | Марія Бойко             | Цвіте черемшина (2000) |      |
| На калині мене мати колихала               | Володимир Верменич    | Андрій М'ястківський    |                        |      |
| На камені стою                             | народна               | народні                 |                        |      |
| На Подільськім узвозі                      | ?                     | ?                       | Моя подруго мила       |      |
| Над моєю долею                             | Леонід Нечипорук      | Вадим Крищенко          | Я — козачка твоя       |      |
| Наша Аничка                                | народна               | народні                 |                        |      |
| Наше літо                                  | Валерій Соколик       | Олексій Кононенко       | Доля у нас — два крила |      |
| Не та ружа                                 | народна               | народні                 | Цвіте черемшина (1995) |      |
| Не твоя вина                               | Олексій Чухрай        | Леонід Вернигора        |                        |      |
| Неділя                                     | Геннадій Татарченко   | Вадим Крищенко          | Доля у нас — два крила |      |
| Незабутнє (Буває в дорозі…)                | Ігор Шамо             | Дмитро Луценко          | Ой гарна я, гарна      | 1989 |
| Ой Боже ж мій, Боже                        | народна               | народні                 | Цвіте черемшина (1995) |      |
| Ой в лісі, лісі                            | народна               | народні                 | Кращі пісні            |      |
| Ой гарна я, гарна                          | народна               | народні                 | Ой гарна я, гарна      | 1989 |
| Ой за мостом, мостом                       | народна               | народні                 |                        |      |
| Ой купила півня                            | Олексій Чухрай        | Анатолій Лихошвай       | Цвіте черемшина (2000) |      |
| Ой льон брала                              | народна               | народні                 |                        |      |
| Ой на горі два дубки                       | народна               | народні                 | Ой гарна я, гарна      | 1989 |
| Ой на Івана та й на Купала                 | народна               | народні                 |                        |      |
| Ой не плавай, лебедонько                   | народна               | народні                 |                        |      |
| Ой не ходи, Грицю                          | народна               | народні                 |                        |      |
| Ой піду я мамо                             | Василь Якубович       | Анатолій Лихошвай       | Цвіте черемшина (1995) |      |
| Ой поїхав мій миленький                    | народна               | народні                 |                        |      |
| Ой співала молодичка                       | народна               | народні                 |                        |      |
| Ой стоїть козак                            | народна               | народні                 |                        |      |
| Ой там у полі тополя                       | народна               | народні                 | Цвіте черемшина (2000) |      |
| Ой ти, місяцю                              | народна               | народні                 |                        |      |
| Ой у полі три тополі                       | народна               | народні                 | Ой гарна я, гарна      | 1989 |
| Ой червоний бурячок                        | народна               | народні                 |                        |      |
| Ой чого ти почорніло                       | Микола Збарацький     | Тарас Шевченко          | Цвіте черемшина (1995) |      |
| Осінь золота                               | Микола Свидюк         | Марія Бойко             |                        |      |
| Ось бач, яка я!                            | Олексій Чухрай        | народні                 | Цвіте черемшина (1995) |      |
| От і упали сніги                           | Валентин Філонік      | Микола Луків            | Моя подруго мила       |      |
| Пан полковник синьоокий                    | Геннадій Татарченко   | Раїса Кириченко         | Кращі пісні            |      |
| П'є журавка воду                           | Олександр Зуєв        | Іван Зінченко           |                        |      |
| Пісня про хліб                             | Анатолій Пашкевич     | Дмитро Луценко          | Ой гарна я, гарна      | 1989 |
| Пісня рідної землі                         | Дана Бабич            | Олена Дмитрієва         | Цвіте черемшина (1995) |      |
| Пісня чистого поля                         | Олексій Семенов       | Олександр Вратарьов     |                        |      |
| По каменю вода тече                        | Климентій Домінчен    | Олексій Новицький       |                        |      |
| Подорож до села                            | Михайло Катричко      | Л. Полотило             |                        |      |
| Поливала мати айстри                       | В. Охріменко          | Г. Шанько               |                        |      |
| Полин-трава                                | Олексій Чухрай        | Леонід Вернигора        | Доля у нас — два крила |      |
| Полтавські галушки                         | Василь Якубович       | Анатолій Лихошвай       |                        |      |
| Прилетіла зозуленька                       | народна               | народні                 | Цвіте черемшина (1995) |      |
| Припадаю до коня                           | Леонід Федорук        | Леонід Федорук          | Моя подруго мила       |      |
| Продай, милий, сиві бички                  | народна               | народні                 |                        |      |
| Рідне поле, Карлівська земля               | Олексій Чухрай        | Володимир Слєпцов       |                        |      |
| Сама собі дівчина здивувалась              | народна               | народні                 |                        |      |
| Світи нам, матінко                         | Олександр Білаш       | Тамара Голобородько     | Доля у нас — два крила |      |
| Святий вечір                               | Олексій Чухрай        | Анатолій Лихошвай       | Я — козачка твоя       |      |
| Село у долині                              | Олексій Чухрай        | Анатолій Драгомирецький | Цвіте черемшина (1995) |      |
| Синові                                     | Анатолій Пашкевич     | Василь Симоненко        |                        |      |
| Синьоокі солов'ї                           | Олексій Чухрай        | Михайло Шевченко        | Я — козачка твоя       |      |
| Сік землі                                  | Владислав Толмачов    | Володимир Вихрущ        |                        |      |
| Скаче в полі білий кінь                    | Олексій Чухрай        | Анатолій Лихошвай       | Цвіте черемшина (2000) |      |
| Сонечко любові                             | Олексій Чухрай        | Володимир Назаренко     | Я — козачка твоя       |      |
| Стежина до мами                            | Микола Свидюк         | Наталія Коломієць       |                        |      |
| Степом, степом                             | Анатолій Пашкевич     | Микола Негода           |                        |      |
| Стоять тополі                              | Ніна Андрієвська      | Анатолій Драгомирецький | Ой гарна я, гарна      | 1989 |
| Стремено                                   | Олександр Кушнарьов   | Анатолій Камінчук       | Цвіте черемшина (2000) |      |
| Стяги в'ються малинові                     | Геннадій Татарченко   | Раїса Кириченко         |                        |      |
| Свята любов до рідної землі                | В`ячеслав Кощій       | Павло Ключина           |                        |      |
| Теплий дощ                                 | Володимир Карлаш      | Анатолій Лихошвай       |                        |      |
| Тиха вода                                  | народна               | народні                 | Ой гарна я, гарна      | 1989 |
| Тополина земля                             | Аркадій Філіпенко     | Микола Сингаївський     |                        |      |
| Хай святиться ім'я твоє                    | Геннадій Татарченко   | Вадим Крищенко          |                        |      |
| Хата моя, біла хата                        | Анатолій Пашкевич     | Дмитро Луценко          | Дорога спадщина        |      |
| Храм сповіді й любові                      | ?                     | ?                       | Моя подруго мила       |      |
| Хризантема                                 | ?                     | ?                       | Моя подруго мила       |      |
| Хусточка червона                           | Зиновій Остапенко     | Андрій Малишко          |                        | 1985 |
| Цвіте, цвіте черемшина                     | народна               | народні                 | Цвіте черемшина (1995) |      |
| Ця земля — Україна                         | Людмила Єрмакова      | Йосип Фиштик            |                        |      |
| Чаруєш ти                                  | Леонід Нечипорук      | Вадим Крищенко          | Доля у нас — два крила |      |
| Черевички                                  | народна               | народні                 |                        |      |
| Чобітки (Ой купила мати чобітки)           | Олексій Чухрай        | Анатолій Лихошвай       |                        |      |
| Чого ж ти, калино                          | Олександр Зуєв        | Андрій Демиденко        | Доля у нас — два крила |      |
| Чураївна                                   | Микола Збарацький     | Станіслав Реп'ях        | Цвіте черемшина (1995) |      |
| Шумить-гуде дібровонька                    | народна               | народні                 |                        |      |
| Щедрість землі                             | Климентій Домінчен    | Андрій Демиденко        |                        |      |
| Я вдячна всім                              | Микола Свидюк         | Марія Бойко             | Я — козачка твоя       |      |
| Я горда жінка                              | Володимир Домшинський | Вадим Крищенко          | Моя подруго мила       |      |
| Я козачка твоя                             | Микола Збарацький     | Надія Галковська        | Цвіте черемшина (1995) |      |
| Я твоє останнє літо                        | Анатолій Пашкевич     | Микола Томенко          | Доля у нас — два крила |      |
| Я — Україна                                | Валерій Соколик       | Ніна Шакун              | Я — козачка твоя       |      |
| Яблунева доля                              | Анатолій Пашкевич     | Дмитро Луценко          | Я — козачка твоя       |      |
| Явір і яворина                             | Олександр Білаш       | Дмитро Павличко         | Доля у нас — два крила |      |